# Migliori prestazioni italiane promesse di atletica leggera
Le migliori prestazioni italiane promesse di atletica leggera costituiscono i primati stabiliti dagli atleti di nazionalità italiana della categoria promesse (a livello internazionale chiamata under 23) nelle specialità dell'atletica leggera riconosciute dalla Federazione Italiana di Atletica Leggera (FIDAL).

## Outdoor

### Maschili
Salvo specifiche indicazioni diverse, tutti i dati della sottostante tabella sono aggiornati al 21 luglio 2023.
| 100 m (v.)       | Lungo (v.)        | Peso    | Alto   | 400 m | 110 m hs (v.)   | Disco   | Asta   | Giavellotto | 1500 m  |
| ---------------- | ----------------- | ------- | ------ | ----- | --------------- | ------- | ------ | ----------- | ------- |
| 10"81 (+0,7 m/s) | 7,46 m (+0,3 m/s) | 14,56 m | 2,02 m | 47"90 | 14"44 (0,0 m/s) | 43,04 m | 4,90 m | 57,24 m     | 4'41"63 |

| 100 m (v.) | Lungo (v.) | Peso    | Alto   | 400 m   | 110 m hs (v.) | Disco   | Asta   | Giavellotto | 1500 m    |
| ---------- | ---------- | ------- | ------ | ------- | ------------- | ------- | ------ | ----------- | --------- |
| 11"5(m)    | 6,79 m     | 10,67 m | 1,90 m | 57"4(m) | 15"3(m)       | 34,46 m | 3,80 m | 46,20 m     | 4'56"4(m) |

   Specialità riconosciuta da World Athletics.

### Femminili
Salvo specifiche indicazioni diverse, tutti i dati della sottostante tabella sono aggiornati al 21 luglio 2023.
| 100 m hs (v.) | Alto   | Peso    | 200 m (v.) | Lungo (v.) | Giavellotto | 800 m   |
| ------------- | ------ | ------- | ---------- | ---------- | ----------- | ------- |
| 13"89         | 1,76 m | 12,97 m | 24"71      | 6,27 m     | 44,92 m     | 2'21"85 |

| 100 m 13"17 | Disco 32,53 m | Asta 3,20 m | Giavellotto 28,61 m | 400 m 1'00"72 | 100 m hs 15"70 | Lungo 5,18 m | Peso 10,33 m | Alto 1,75 m | 1500 m 5'31"33 |

   Specialità riconosciuta da World Athletics.

## Indoor

### Maschili
Salvo specifiche indicazioni diverse, tutti i dati della sottostante tabella sono aggiornati al 20 luglio 2023.
| Specialità               | Prestazione | Atleta                                                          | Società                   | Data             | Luogo                   |         |
| ------------------------ | --- | --------------------------------------------------------------- | ------------------------- | ---------------- | ----------------------- | ------- |
| 50 iarde                 | 5"3(m) | Alessandro Giorgi                                               | Aeronautica Militare      | 14 febbraio 1999 | Latina, Italia          |         |
| 50 m piani               | 5"81 | Samuele Ceccarelli                                              | Atletica Firenze Marathon | 17 dicembre 2022 | Parma, Italia           |         |
| 60 iarde                 | 6"20 | Pierfrancesco Pavoni                                            | P.P. Pierrel              | 18 gennaio 1984  | Ancona, Italia          |         |
| 55 m piani               | 6"37 | Arturo Merlini                                                  | Atletica Virtus Lucca     | 17 gennaio 2002  | Firenze, Italia         |         |
| 60 m piani               | 6"58 | Filippo Tortu                                                   | Fiamme Gialle             | 20 gennaio 2019  | Ancona, Italia          |         |
| 200 m piani              | 20"81 | Stefano Tilli                                                   | CUS Roma                  | 23 febbraio 1984 | Torino, Italia          |         |
| 400 m piani              | 46"15 | Luca Sito                                                       | Fiamme Gialle             | 23 febbraio 2025 | Ancona, Italia          |         |
| 800 m piani              | 1'46"37 | Carlo Grippo                                                    | Iveco Torino              | 24 febbraio 1977 | Milano, Italia          |         |
| 1 000 m piani            | 2'20"80 | Christian Obrist                                                | Carabinieri               | 5 febbraio 2000  | Ancona, Italia          |         |
| 1 500 m piani            | 3'39"55 | Stefano Mei                                                     | Fiamme Oro                | 3 febbraio 1985  | Torino, Italia          |         |
| 2 000 m piani            | 5'03"3(m) | Walter Merlo                                                    | CUS Torino                | 16 febbraio 1986 | Torino, Italia          |         |
| 3 000 m piani            | 7'47"61 | Walter Merlo                                                    | CUS Torino                | 1º febbraio 1986 | Budapest, Ungheria      |         |
| 5 000 m piani            | 13'23"99 | Yemaneberhan Crippa                                             | Fiamme Oro                | 18 febbraio 2017 | Birmingham, Regno Unito |         |
| 50 m ostacoli            | 6"73 | Daniele Fontecchio                                              | Fiamme Oro                | 22 febbraio 1981 | Grenoble, Svizzera      |         |
| 60 iarde ostacoli        | 7"31 | Laurent Ottoz                                                   | Fiamme Gialle             | 3 febbraio 1990  | Firenze, Italia         |         |
| 60 iarde ostacoli        | 7"31 | Andrea Putignani                                                | Fiamme Azzurre            | 22 gennaio 1992  | Firenze, Italia         |         |
| 55 m ostacoli            | 7"43 | Emanuele Abate                                                  | CUS Genova                | 6 febbraio 2007  | Firenze, Italia         |         |
| 60 m ostacoli            | 7"59 | Lorenzo Simonelli                                               | Esercito                  | 5 marzo 2023     | Istanbul, Turchia       |         |
| Salto in alto            | 2,30 m | Fabrizio Borellini                                              | Fiamme Azzurre            | 5 marzo 1988     | Budapest, Ungheria      |         |
| Salto con l'asta         | 5,62 m | Giuseppe Gibilisco                                              | Fiamme Gialle             | 6 febbraio 2000  | Colonia, Germania       |         |
| Salto in lungo           | 8,30 m | Andrew Howe                                                     | Aeronautica Militare      | 4 marzo 2007     | Birmingham, Regno Unito |         |
| Salto triplo             | 16,95 m | Daniele Greco                                                   | Fiamme Oro                | 13 febbraio 2010 | Ancona Italia           |         |
| Getto del peso           | 20,69 m | Leonardo Fabbri                                                 | Aeronautica Militare      | 17 febbraio 2019 | Ancona, Italia          |         |
| Staffetta 4×200 m (Club) | 1'27"13 | Lorenzo Valentini Michele Tricca Francesco Patano Marco Lorenzi | Fiamme Gialle             | 17 febbraio 2013 | Ancona, Italia          |         |
| Marcia 3 000 m           | 11'38"2(m) | Walter Arena                                                    | Fiamme Gialle             | 15 gennaio 1984  | Genova, Italia          |         |
| Marcia 5 000 m           | 18'40"87 | Giovanni De Benedictis                                          | Carabinieri               | 5 marzo 1989     | Budapest, Ungheria      |         |
| Eptathlon                | 6 076 punti | Dario Dester                                                    | Carabinieri               | 21 febbraio 2021 | Ancona, Italia          |         |
| Eptathlon                | \| 60 m \| Lungo \| Peso \| Alto \| 60 m hs \| Asta \| 1000 m \| \| ---- \| ------ \| ------- \| ------ \| ------- \| ------ \| ------- \| \| 7"02 \| 7,66 m \| 14,03 m \| 2,01 m \| 8"13 \| 5,00 m \| 2'44"53 \| |                                                                 |                           |                  |                         |         |
| 60 m                     | Lungo | Peso                                                            | Alto                      | 60 m hs          | Asta                    | 1000 m  |
| 7"02                     | 7,66 m | 14,03 m                                                         | 2,01 m                    | 8"13             | 5,00 m                  | 2'44"53 |

   Specialità riconosciuta da World Athletics.

### Femminili
Salvo specifiche indicazioni diverse, tutti i dati della sottostante tabella sono aggiornati al 20 luglio 2023.
| Specialità                             | Prestazione | Atleta                                                   | Società                            | Data             | Luogo                            |
| -------------------------------------- | --- | -------------------------------------------------------- | ---------------------------------- | ---------------- | -------------------------------- |
| 50 m piani                             | 5"31 | Marisa Masullo                                           | Pro Sesto AICS                     | 22 febbraio 1981 | Grenoble, Svizzera               |
| 60 iarde                               | 6"91 | Sonia Vigati                                             | Snam Gas Metano                    | 3 febbraio 1990  | Firenze, Italia                  |
| 55 m piani                             | 6"89 | Erica Marchetti                                          | Assi Banca Toscana                 | 15 febbraio 2003 | Firenze, Italia                  |
| 60 m piani                             | 7"19 | Kelly Doualla                                            | Cus Pro Patria Milano              | 8 febbraio 2025  | Ancona, Italia                   |
| 100 m piani                            | 12"19 | Carla Bosco                                              | Pol. Europa Capaci                 | 13 febbraio 2003 | Tampere, Finlandia               |
| 200 m piani                            | 23"24 | Virna De Angeli                                          | S.G. Comense 1872                  | 11 febbraio 1997 | Genova, Italia                   |
| 400 m piani                            | 52"17 | Virna De Angeli                                          | S.G. Comense 1872                  | 10 marzo 1996    | Stoccolma, Svezia                |
| 500 m piani                            | 1'14"96 | Tiziana Grasso                                           | Fondiaria-Sai Atl.                 | 21 gennaio 2007  | Ancona, Italia                   |
| 800 m piani                            | 2'03"29 | Fabia Trabaldo                                           | Snam Gas Metano                    | 1º febbraio 1992 | Genova, Italia                   |
| 1 000 m piani                          | 2'45"28 | Eloisa Coiro                                             | Fiamme Azzurre                     | 26 gennaio 2020  | Ancona, Italia                   |
| 1 500 m piani                          | 4'08"87 | Federica Del Buono                                       | Forestale                          | 7 febbraio 2015  | Ancona, Italia                   |
| 3 000 m piani                          | 8'41"72 | Nadia Battocletti                                        | Fiamme Azzurre                     | 14 febbraio 2022 | Val-de-Reuil, Francia            |
| 50 m ostacoli                          | 7"14 | Giulia Guarriello                                        | Atletica Guastalla Reggiolo        | 25 gennaio 2020  | Parma, Italia                    |
| 60 iarde ostacoli                      | 7"71 | Carla Tuzzi                                              | Cises Frascati                     | 24 febbraio 1988 | Firenze, Italia                  |
| 55 m ostacoli                          | 7"75 | Micol Cattaneo                                           | S.G. Comense 1872                  | 15 gennaio 2003  | Firenze, Italia                  |
| 60 m ostacoli                          | 8"10 | Giulia Guarriello                                        | Atletica Guastalla Reggiolo        | 21 gennaio 2023  | Ancona, Italia                   |
| 60 m ostacoli                          | 8"10 | Veronica Besana                                          | Atletica Lecco Colombo Costruzioni | 5 febbraio 2023  | Ancona, Italia                   |
| 300 m ostacoli                         | 41"06 | Manuela Bosco                                            | Pol. Europa Junior                 | 13 febbraio 2003 | Tampere, Finlandia               |
| Salto in alto                          | 2,00 m | Alessia Trost                                            | Fiamme Gialle                      | 29 gennaio 2013  | Třinec, Repubblica Ceca          |
| Salto con l'asta                       | 4,42 m | Giulia Valletti Borgnini                                 | Fiamme Gialle G. Simoni            | 18 febbraio 2023 | Ancona, Italia                   |
| Salto in lungo                         | 6,97 m | Larissa Iapichino                                        | Fiamme Gialle                      | 5 marzo 2023     | Istanbul, Turchia                |
| Salto triplo                           | 14,45 m | Simona La Mantia                                         | CUS Palermo                        | 5 marzo 2004     | Budapest Ungheria                |
| Getto del peso                         | 17,31 m | Chiara Rosa                                              | Atl. Lib. Padova                   | 7 febbraio 2004  | Ancona, Italia                   |
| Lancio del martello con maniglia corta | 20,35 m | Nadia Maffo                                              | Atletica Malignani Libertas Udine  | 9 febbraio 2018  | Nashville, Stati Uniti d'America |
| Staffetta 4×200 m (Club)               | 1'38"30 | Chiara Melon Anna Polinari Gaia Pedreschi Alessia Pavese | Atletica Brescia 1950              | 9 febbraio 2018  | Ancona, Italia                   |
| Marcia 3 000 m                         | 12'25"54 | Annarita Sidoti                                          | Tyndaris C. Patti                  | 20 febbraio 1991 | Genova, Italia                   |
| Eptathlon                              | 4 222 punti | Ifeoma Ozoeze                                            | Snam Gas Metano                    | 15 febbraio 1992 | Genova, Italia                   |
| Eptathlon                              | \| 60 m hs \| Alto \| Peso \| Lungo \| 800 m \| \| ------- \| ------ \| ------- \| ------ \| ------- \| \| 8"64 \| 1,69 m \| 13,06 m \| 6,21 m \| 2'25"74 \| |                                                          |                                    |                  |                                  |
| 60 m hs                                | Alto | Peso                                                     | Lungo                              | 800 m            |                                  |
| 8"64                                   | 1,69 m | 13,06 m                                                  | 6,21 m                             | 2'25"74          |                                  |

   Specialità riconosciuta da World Athletics.